# Albert van de Weghe
Albert van de Weghe (New York, 28 luglio 1916 – Tulsa, 13 agosto 2002) è stato un nuotatore statunitense.
Specializzato nel dorso ha vinto la medaglia d'argento nei 100 m alle Olimpiadi di Berlino 1936.

## Palmarès
- Olimpiadi
  - Berlino 1936: argento nei 100 m dorso.